# تشنغ هوي
تشنغ هوي (بالصينية: 程晖) هي لاعب هوكي الحقل صينية، ولدت في 23 ديسمبر 1972 في زيجونج في الصين.

## وصلات خارجية
- تشنغ هوي على موقع اللجنة الأولمبية الدولية (الإنجليزية)
- تشنغ هوي على موقع أوليمبيديا (الإنجليزية)